# Dębno
För andra betydelser, se Dębno (olika betydelser).
Dębno [ˈdɛmbnɔ] (tyska: Neudamm, kasjubiska: Nowé Dãbé) är en stad i västra Polen, belägen i distriktet Powiat myśliborski i Västpommerns vojvodskap, 40 km väster om Gorzów Wielkopolski. Tätorten har 13 909 invånare och är centralort för en stads- och landskommun med totalt 20 711 invånare (2013).

## Geografi
Staden ligger i den norra delen av det historiska landskapet Neumark, idag belägen i södra delen av Västpommerns vojvodskap. Närmaste större stad är Kostrzyn nad Odrą, 17 kilometer åt sydväst vid tysk-polska gränsen.

## Historia
Staden var på 1200-talet en by, Damm, i Neumark i östra markgrevskapet Brandenburg, och omnämns första gången 1261 då den skänktes av markgrevarna Johan I och Otto III till Tempelherreorden. 1337 övergick byn i Johanniterordens ägo. Byn köptes sedermera av markgreven Johan av Brandenburg-Küstrin 1540 och gavs av honom i gåva till hustrun Katarina av Braunschweig.
Markgrevinnan Katarina lät protestantiska religionsflyktingar, holländska vävare, slå sig ned vid Damm, där de grundade den nya bosättningen Neudamm. En kyrka och en skola uppfördes och 1562 gavs Neudamm stadsrättigheter. Staden fick en skyddsvall och tre stadsportar.
Staden drabbades av omfattande förstörelse under trettioåriga kriget. Den 25 augusti 1758 utkämpades slaget vid Zorndorf under sjuårskriget, omkring den nuvarande byn Sarbinowo en knapp mil utanför staden. Under 1700-talet fick textilindustrin ett kraftigt uppsving och 1794 hade staden 146 ullvävarmästare. Från 1836 till 1945 tillhörde staden Landkreis Königsberg in der Neumark i provinsen Brandenburg. 1882 fick staden järnvägsanslutning till Küstrin. Under slutet av 1800-talet och början av 1900-talet var staden känd för sin tillverkning av hattar.
Under andra världskriget låg ett satellitläger till koncentrationslägret Sachsenhausen i staden. Omkring en tredjedel av stadens byggnader förstördes i kriget. I början av februari 1945 ockuperades staden av Röda armén, och den tysktalande befolkningen fördrevs senare över den tyska gränsen. Staden återbefolkades av polska och ukrainska flyktingar från andra delar av Polen och de sovjetiska områdena öster om Curzonlinjen. Sedan dess bär staden officiellt det polska namnet Dębno. 1950-1975 ingick staden i Szczecins vojvodskap, 1975-1998 i Gorzów Wielkopolskis vojvodskap och sedan 1999 ingår den i Västpommerns vojvodskap.
År 1996 gjordes ett fynd av olja och naturgas i skogarna nordost om staden.

## Kända invånare
- Friedrich Wilhelm Karl Müller (1863-1930), orientalist.

## Vänorter
- Nederländerna: Renkum
- Polen: Tczew
- Ryssland: Kursk
- Tjeckien: Terezín
- Tyskland: Strausberg, Brandenburg